# Derroche de amor
Derroche de amor es el sexto álbum de estudio y la décima producción del cantante colombiano de rock cristiano Álex Campos. Fue lanzado al mercado el 28 de mayo de 2015 bajo el sello discográfico MV Records en colaboración de Tigo Music Colombia.

## Estilo
Este álbum presenta un nuevo estilo musical, en éste predominan los ritmos de rock, fusionados con algunos ritmos como bachata, tango, pasodoble, bolero, pop, reggae y ritmos colombianos. Asimismo. Cuenta con la participación del Grupo Barak, de los cantantes cristianos brasileños Marcos Brunet y Thalles Roberto en los duetos «Deus», «Lo que buscas de mí» y «Si estoy contigo» y de Roberto Serrano, percusionista de la banda de Jesús Adrián Romero.
Con respecto al trabajo discográfico de estudio anterior Regreso a ti, representa otro gran cambio en los ritmos ya que este presenta ritmos más latinos y tropicales, sin dejar a un lado el rock, que siempre lo caracteriza. El álbum incluye las canciones «Derroche de amor», además de temas como «Te respiro», «Mi fiesta» y «Reflejo de ti», esta última fue compuesta por Misael Villalobos, ganador del concurso que organizó Álex Campos a través de las redes sociales.

## Lista de canciones
1. Por escuchar tu voz (Álex Campos)
2. Cuando una lágrima cae (Álex Campos)
3. Derroche de amor (Álex Campos)
4. Mi fiesta (Álex Campos)
5. Deus (Ft Thalles Roberto) (Álex Campos)
6. Tu amor (Álex Campos)
7. Reflejo de ti (Misael Villalobos)
8. Si estoy contigo (Ft Barak) (Álex Campos)
9. Vuelve (Álex Campos)
10. Te respiro (Álex Campos)
11. Lo que buscas de mí (Ft Marcos Brunet) (Álex Campos)
12. Como lluvia (Álex Campos)
13. Derroche de amor (Extended Version).

## Videos musicales y sencillos
El álbum fue producido por Álex Campos y filmada en una sesión de grabación en Sonic Ranch Studios del cual, derivan todos los videos musicales y un documental del mismo álbum. Además, algunas de las canciones cuenta con un segundo videoclip desde el evento Raza de Campeones 2015 en Colombia.

### Derroche de amor
Es el primer sencillo y videoclip del álbum. La idea de la canción hace referencia al pasaje bíblico de Juan 3:16: "Pues Dios amó tanto al mundo que dio a su único Hijo, para que todo el que crea en él no se pierda, sino que tenga vida eterna". Además, esta canción es interpretada bajo ritmos como bachata, tango y pasodoble. Cuenta con un segundo videoclip, filmado en el evento Raza de Campeones 2015.

### Te respiro
Es el segundo sencillo y videoclip del álbum. La idea de la canción se presenta con músicos tocando melodía suave lo que, acondiciona la temática de la canción la cual, es interpretada por Álex Campos.

### Si estoy contigo
Es el tercero sencillo y videoclip del álbum. Cuenta con la participación del grupo dominicano Barak. Además, esta canción es una combinación de rock con bolero y bachata. Tiene un segundo videoclip, filmado en el evento Raza de Campeones 2015 y nuevamente contó con la participación de Barak.

### Cuando una lágrima cae
Es el cuarto sencillo y videoclip del álbum. El videoclip fue filmado en el evento Raza de campeones 2015, realizado en Colombia. La idea de la canción hace referencia al pasaje bíblico de Mateo 5:5: "Bienaventurados los que lloran, porque ellos serán consolados". Esta canción fue asimilada con otras canciones que tienen el mismo impacto como «El sonido del silencio» y «Al taller del Maestro». Asimismo, la canción es ejecutada bajo ritmos como bolero y bachata. Posteriormente, salió un segundo videoclip desde los estudios de grabación en Sonic Ranch Studios.

### Mi fiesta
Es el quinto sencillo y videoclip del álbum. El videoclip fue filmado en el evento Raza de campeones 2015, realizado en Colombia. La idea de la canción se basa en la alegría del ser humano a cantarle a Dios. Cuenta con la participación del cantante colombiano-estadounidense Silvestre Dangond quien la misma noche, compartió su testimonio y su conversión al cristianismo. Posteriormente, salió un segundo videoclip desde los estudios de grabación en Sonic Ranch Studios.

### Por escuchar tu voz
Es el quinto sencillo y videoclip del álbum. Cuenta con un segundo videoclip en vivo desde El lugar de Su Presencia en Colombia.

### Tu amor
Es el sexto sencillo y videoclip del álbum. El videoclip fue filmado en el evento Raza de campeones 2015, realizado en Colombia.

### Deus
Es el séptimo sencillo y videoclip del álbum. Cuenta con dos videocilps. El primero fue grabado en videoclip fue filmado en Sonic Ranch Studios mientras que, el segundo fue en el evento Raza de campeones 2015, realizado en Colombia. En ambos, cuenta con la participación del cantante brasileño Thalles Roberto.